# Arkebuza
Arkebuza (eng. arquebus, fr. arquebuse, tal. archibugio, njem. Arkebuse, rus. аркебуза), jedno od prvih vrsta streljačkog (ručnog) vatrenog oružja koje čini prijelaz od samostrela i ručnog topa prema puški. Pojavila se krajem 14. stoljeća u Njemačkoj.

## Izgled i način korištenja oružja
Dužine je do 2 m, imala je samo cijev (kalibra 12,5 – 20 mm) i kundak. Punila se s prednje strane, u početku su je posluživala dva, kasnije samo jedan čovjek. Cijev prvih arkebuza bila je od bronce, a zatim od željeza. U 16. stoljeću bilo je arkebuza i s užljebljenom cijevi. Zrna su u početku bila kamena, kasnije olovna, željezna ili željezna obložena olovom ili ovnovom kožom (za arkebuze s užljebljenom cijevi).
Kundak je bio ravan ili lagano savijen, izrađen od orahovine, jasenovine ili javorovine. Arkebuze su bile teške između 5 do 7 kg. Teže su se upotrebljavale sa zidina utvrda pa su, radi ublaživanja trzanja, zakačene za bedem kukom ispod prednjeg dijela cijevi te su nazivane bedemske arkebuze, hahebuze (fr. haquebuse) ili hakebute (eng. harguebus – od njem. Hackenbüchse).
Lakše arkebuze, zvane i ručne arkebuze, služile su za borbu na otvorenom polju, a pri paljbi su naslanjane na rame, prsa ili podupirač. Strijelac ( arkebuzir) je nosio sa sobom kožnu torbu sa zrnima, barutnicu s barutom za potprašivanje i (preko lijevog ramena, na jednom nizu) drvene cjevčice s odmjerenim barutnim punjenjem za svaki metak posebno (obično i i cjevčica). Pucalo se kroz falju na kraju cijevi (koja se u prvo vrijeme nalazila na njegovom gornjem dijelu, kasnije s desne strane, kao i čančić s poklopcem i barut za potprašivanje). U početku se barut u falji palio užarenim ugljenom, zatim usijanim željezom, a kada je uveden poseban mehanizam za pucanje, tzv. taban, zapaljenim fitiljem i najzad (poslije usavršavanja tabana) iskrom od kremena.

## Povijest upotrebe
Zbog niza nedostataka, arkebuza sve do 16. stoljeća nije mogla potpuno istisnuti iz upotrebe samostrel koji je bio upotrebljiv u svim vremenskim uvjetima, brže je djelovao i nije zatajivao. No, prednost arkebuze je u gotovo dvostruko većem dometu (200 – 250 koraka prema 110 – 135) i većoj probojnosti zrna u usporedbi s probojnošću strijele (zrno je moglo probiti oklop, a strijela nije). Arkebuzu je krajem 16. stoljeća iz upotrebe potisnula nova, bolja vrsta streljačkog vatrenog oružja, mušketa. U Dubrovniku arkebuze su izrađivane od 1428., a u Hrvatskoj su se upotrebljavale od druge polovice 15. stoljeća.